# Pueblo nicaragüense
El pueblo nicaragüense (también conocido como nica, pinolero o nicoyas) está formado por personas que habitan en Nicaragua, proceden de allí, o cuentan con un patrimonio significativo en dicho país. La mayoría de los nicaragüenses vive en Nicaragua, aunque también hay una importante diáspora nicaragüense, particularmente en Costa Rica y los Estados Unidos con comunidades más pequeñas en otros países del mundo, como por ejemplo en España. También hay personas que viven en Nicaragua, pero que no son nicaragüenses porque no nacieron o crecieron en Nicaragua ni han obtenido la ciudadanía.

## Demografía

### Población
La ciudad más poblada de Nicaragua es la capital, Managua, con una población de 1.063.815 habitantes (2023). En 2009 la población se concentraba en las regiones del Pacífico, Centro y Norte, mientras que en la región del Caribe sólo vivían unas 300.000 personas.
Según la ONU, Nicaragua tenía una población de 7.243.000 personas el 1 de julio de 2015, con una tasa de crecimiento demográfico de 1.31% (durante el periodo 2005-2010) y una tasa de natalidad de 24.9 / 1,000 habitantes (2005-2010), la tercera más alta en la región. La esperanza de vida para los nicaragüenses al nacer era, en el período 2005-2015, de 74.45 años: 70.9 para los hombres y 78.0 para las mujeres.

### Grupos étnicos
La mayoría de la población nicaragüense es mestiza y blanca. El 69% de los nicaragüenses son mestizos (una mezcla de aproximadamente 1/2 europeos, 1/6 indígenas y 1/3 africanos, según las evaluaciones autosómicas moleculares de ADN de la Universidad de Zaragoza, España), mientras que el 17% son "blancos" con hasta 69% de ancestros europeos, con la mayoría de ellos son de ascendencia española. También hay blancos de ascendencia italiana, alemana o francesa. Los mestizos y los blancos residen principalmente en la región occidental del país, y en conjunto conforman el 86% de la población nicaragüense.
Alrededor del 5% de los nicaragüenses son nativos nicaragüenses, descendientes de los habitantes indígenas del país. La población precolombina de Nicaragua estaba compuesta por muchos grupos indígenas. En la región occidental, el pueblo Nahua (también conocido como Pipil-Nicaraos) estuvo presente junto con otros grupos como el pueblo Chorotega. La región central de Nicaragua y la costa del Caribe estaban habitadas por pueblos indígenas que eran en su mayoría grupos relacionados con Chibcha que habían emigrado de América del Sur, principalmente lo que es hoy Colombia y Venezuela. Estos grupos incluyen los misquitos, ramas y sumos actuales. En el siglo XIX, había una minoría indígena sustancial, pero este grupo también se asimilaba en gran parte culturalmente a la mayoría mestiza. A mediados de los años ochenta, el gobierno dividió el departamento de Zelaya en dos regiones autónomas y otorgó a los negros e indígenas de esta región un autogobierno limitado.
El 9% restante de la población nicaragüense es negra, y reside principalmente en la costa caribeña (o atlántica) escasamente poblada del país. La población negra es principalmente de origen antillano, los descendientes de trabajadores contratados traídos en su mayoría de Jamaica cuando la región era un protectorado británico. También hay un número menor de garifunas, un pueblo de ascendencia mixta caribeña, angoleña, congoleña y arawak.

### Inmigración
En relación con su población en general, Nicaragua nunca ha experimentado una ola de inmigrantes a gran escala. El número total de inmigrantes a Nicaragua, ambos provenientes de otros países latinoamericanos y de todos los demás países, nunca superó el 1% de su población total antes de 1995. El censo de 2005 mostró que la población nacida en el extranjero era del 1,2%, habiendo aumentado un mero 0.6% en 10 años. Esto no quiere decir que los inmigrantes no son importantes para la evolución de la sociedad nicaragüense y la nación nicaragüense.
En el siglo XIX, Nicaragua experimentó una ola de inmigración, principalmente de Europa. En particular, las familias de España, Alemania, Italia, Francia y Bélgica generalmente se mudaron a Nicaragua para comenzar una nueva vida. Recibieron tierras gratis, incentivos monetarios y otros beneficios a cambio de poblar territorios inestables y trabajar en la nueva industria cafetalera en crecimiento. Con el tiempo, los inmigrantes pudieron establecer periódicos, hoteles y bancos.
También hay una pequeña comunidad nicaragüense de Oriente Medio de sirios, armenios, palestinos, judíos y libaneses en Nicaragua con una población total de alrededor de 30,000. También hay una comunidad del este asiático de japoneses, taiwaneses y chinos. La población nicaragüense china se estima en alrededor de 12,000. Los chinos llegaron a fines del siglo XIX pero no fueron confirmados hasta que el segundo censo (en 1920) reveló a 400 personas de la nacionalidad china.

## Nicaragüenses en el extranjero
Nicaragua, al igual que otros países latinoamericanos, tiene una larga historia de migración a los Estados Unidos. Sin embargo, Nicaragua es el único país de su región que tiene a Costa Rica como destino principal. Las estimaciones sobre la base de la Encuesta de salud de Nicaragua indicaron que al menos el 11% de los hogares nicaragüenses tienen al menos 1 persona que reside en el extranjero.
Considerando datos a 2020, existen más de 718,000 nicaragüenses que viven fuera de su país (no necesariamente incluye personas de segunda generación), lo cual representa un aumento del 20.3% desde el 2010 e implica que el 9.9% de la población nacida en Nicaragua vive en el extranjero.

## Nicaragüenses en Costa Rica
La migración nicaragüense a Costa Rica ha ocurrido desde mediados del siglo XIX. A diferencia de otros países de América Latina, el principal destino de los migrantes nicaragüenses no es los Estados Unidos, sino Costa Rica. Una estimación 9% (más de 385,899) de la población costarricense está compuesta por nicaragüenses; algunos de ellos migran para oportunidades de trabajo estacional y luego regresan a su país. Costa Rica y Nicaragua firmaron un acuerdo que regula la migración estacional en 1998; permite a los nicaragüenses con permisos de trabajo ingresar a Costa Rica en la frontera occidental de Peñas Blancas en la carretera Panamericana. En la parte norte de Costa Rica hay 287,766 nicaragüenses y la Iglesia Católica en esta área tiene un programa activo para proteger los derechos de los trabajadores migrantes.

## Nicaragüenses en los Estados Unidos
En el exterior, Estados Unidos alberga el segundo mayor número de nicaragüenses fuera de Nicaragua, particularmente en el área metropolitana de Miami. La cantidad estimada de nicaragüenses estadounidenses en los Estados Unidos era de 281.167 personas en 2006, en comparación con las 177.684 del año 2000.
Los primeros documentos de inmigración desde Nicaragua a los Estados Unidos se combinaron en total con los de otros países centroamericanos. Sin embargo, según la Oficina Censal de los Estados Unidos, unos 7.500 nicaragüenses inmigraron legalmente de 1967 a 1976. Se estima que 28.620 nicaragüenses vivían en los EE. UU. en 1970, el 90% de los cuales se autoidentificaron como "blancos" en el censo de 1970. La mayoría de los inmigrantes nicaragüenses a fines de la década de 1960 eran mujeres: sólo había 60 inmigrantes varones nicaragüenses por cada 100 mujeres inmigrantes durante este período. En 1998, más de dos millones de nicaragüenses quedaron sin hogar debido al huracán Mitch, como resultado muchos nicaragüenses recibieron residencia permanente o estatus de protección temporal (TPS) a fines de la década de 1990.
Según el censo de los Estados Unidos de 1990, 168 659 del total de 202 658 nicaragüenses documentados en los EE. UU. nacieron en Nicaragua. En 1992, aproximadamente el 10-12 % de la población nicaragüense había emigrado. Estos emigrantes tendían a ser desproporcionadamente mayores de edad, mejor educados y, con mayor frecuencia, trabajadores de cuello blanco que los no inmigrantes. Además, los emigrantes eran más propensos a provenir de hogares de mayor tamaño y hogares de mayores ingresos.
Áreas de concentración más grande en los Estados Unidos
La mayor concentración de nicaragüenses estadounidenses en los Estados Unidos, alrededor de 79.559, se encuentra en Miami (Florida), especialmente en las zonas de Sweetwater y "Little Managua". Sweetwater tiene la mayor concentración de nicaragüenses estadounidenses en los Estados Unidos: en el año 2000 el 16.63% de los residentes de Sweetwater se identificó como de origen nicaragüense. Éste fue el porcentaje más alto de estadounidenses nicaragüenses en cualquier lugar del país. Como resultado, Sweetwater se conoce localmente como "Little Managua" después de Managua, la capital nicaragüense. Sin embargo, la zona de "Little Habana" en Miami también se llama coloquialmente "Little Managua" a pesar de que Sweetwater tiene un mayor número de nicaragüenses estadounidenses.
California alberga la segunda mayor concentración, sobre todo en las áreas metropolitanas de Los Ángeles y San Francisco. La cantidad de nicaragüenses estadounidenses que vivían en California era de 51.336 en 2000.

## Historia

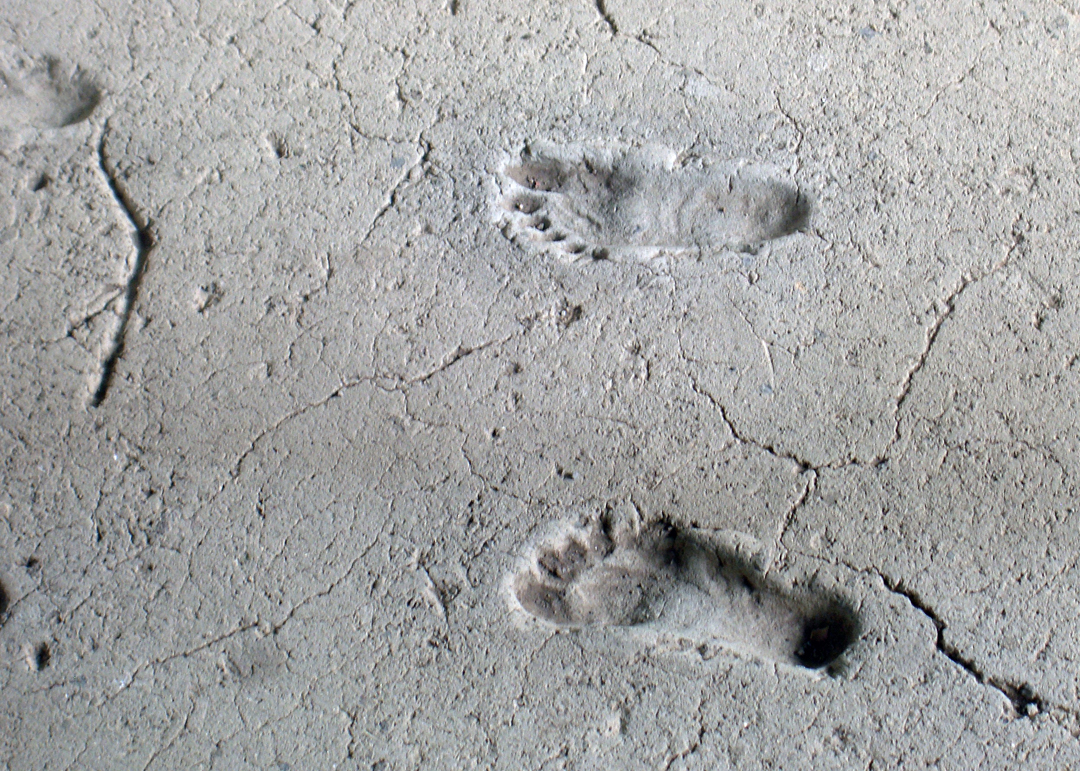
Huellas humanas de 2,100 años de antigüedad conservadas en lodo volcánico cerca del Lago Xolotlán, que se conocen como las huellas antiguas de Acahualinca.

Se sabe que Nicaragua estuvo habitada por paleoindios desde hace 6000 años. Esto es confirmado por evidencias arqueológicas, principalmente cerámicas y estatuas hechas de piedra volcánica como las que se encuentran en la isla de Zapatera y petroglifos encontrados en la isla de Ometepe. A fines del siglo XV, el occidente de Nicaragua estaba habitado por varios pueblos indígenas diferentes relacionados por la cultura con las civilizaciones mesoamericanas de los aztecas y los mayas, y por el idioma del Área Lingüística Mesoamericana. Sin embargo, dentro de tres décadas, una población indígena estimada de un millón cayó en picado a unas pocas decenas de miles, ya que aproximadamente la mitad de los indígenas en el oeste de Nicaragua murió de enfermedades traídas por los españoles. La región central y la costa caribeña de Nicaragua estaban habitadas por pueblos indígenas que eran en su mayoría grupos relacionados con Chibcha que habían emigrado de América del Sur, principalmente lo que hoy es Colombia y Venezuela. Estos grupos incluyen a los Miskitos, Ramas y Sumos actuales que vivieron una vida menos sedentaria basada en la caza y la recolección, así como en la pesca y la agricultura de tala y quema.
Durante el levantamiento de 1979, muchas familias de clase media y ricos dejaron Nicaragua. La revolución sandinista durante la década de 1980 trajo una ola de refugiados nicaragüenses a los Estados Unidos, y la ola más grande de inmigrantes documentados.
Muchos nicaragüenses también huyeron a la vecina Costa Rica y otros países. Más del 62 por ciento de la inmigración documentada total de 1979 a 1988 ocurrió después de 1984.
Muchos nicaragüenses que inmigraron lo hicieron para escapar de la pobreza, en el condado de Santa Clara, California, los beneficiarios de beneficios públicos nicaragüenses informaron que en sus familias, el 43% tiene una persona que trabaja por cuenta propia o el propietario de un negocio, y el 14% de las familias tienen dos personas. Sin embargo, casi todos los aproximadamente 200,000 nicaragüenses que huyeron a los Estados Unidos (y otros países centroamericanos cercanos) entre 1978 y 1979 regresaron después de la victoria de los sandinistas en 1979.

## Cultura y tradiciones
La cultura nicaragüense tiene un fuerte folclore, música y tradiciones religiosas, profundamente influenciadas por la cultura europea pero enriquecidas con sonidos y sabores de los nativos nicaragüenses. La cultura nicaragüense puede definirse aún más en varios aspectos distintos. La costa del Pacífico tiene un fuerte folclore, música y tradiciones religiosas, profundamente influenciadas por los íberos. Fue colonizado por España y tiene una cultura similar a otros países latinoamericanos de habla hispana. La costa caribeña del país, por otro lado, fue alguna vez un protectorado británico. El inglés sigue predominando en esta región y se habla en el país junto con los idiomas español e indígena. Su cultura es similar a la de las naciones del Caribe que fueron o son posesiones británicas, como Jamaica, Belice, las Islas Caimán, etc. Los grupos indígenas que estaban presentes en la costa del Pacífico se han asimilado en gran parte a la cultura mestiza, sin embargo, el los pueblos indígenas de la costa del Caribe han mantenido una identidad distinta.
La música nicaragüense es una mezcla de influencias indígenas y europeas, especialmente españolas. Los instrumentos musicales incluyen la marimba y otros comunes en América Central. La marimba de Nicaragua es interpretada de manera única por un intérprete sentado sosteniendo el instrumento sobre sus rodillas. Suele ir acompañado de un violín bajo, guitarra y guitarrilla (una guitarra pequeña como una mandolina). Esta música se reproduce en funciones sociales como una especie de música de fondo. La marimba está hecha con placas de madera dura, colocadas sobre tubos de bambú o metal de diferentes longitudes. Se juega con dos o cuatro martillos. La costa caribeña de Nicaragua es conocida por una forma de música viva y sensual llamada Palo de Mayo que está muy viva en todo el país. Es especialmente ruidoso y se celebra durante el festival de Palo de Mayo en mayo. La comunidad garífuna existe en Nicaragua y es conocida por su música popular llamada Punta.

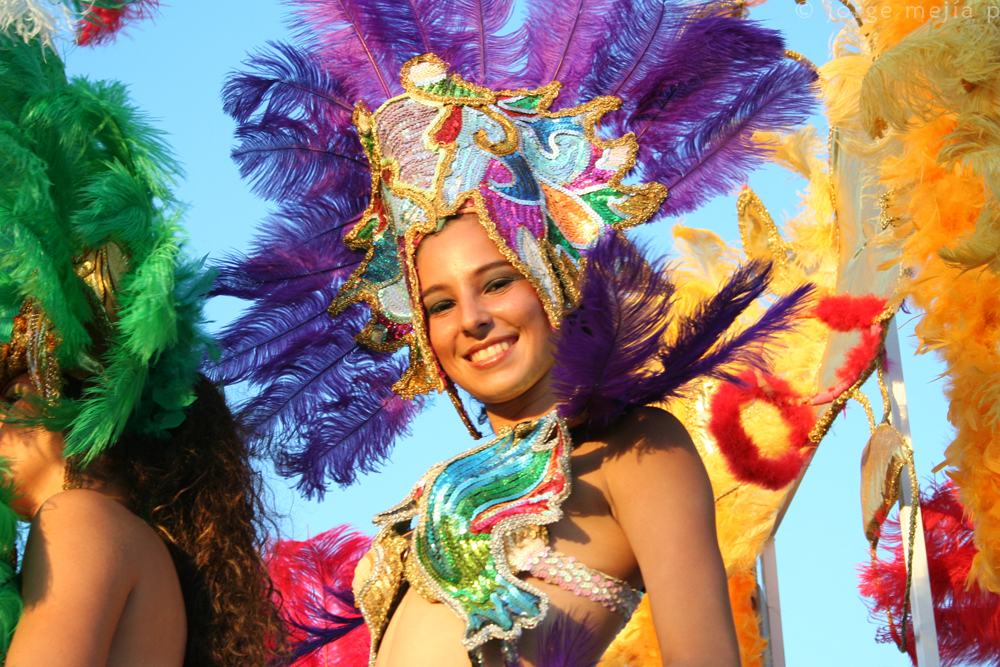
Celebrando el Carnaval anual "Alegria por la vida"en Managua, Nicaragua

Literatura de Nicaragua se remonta a la época precolombina con los mitos y la literatura oral que formaron la visión cosmogónica del mundo que tenían los pueblos indígenas. Algunas de estas historias aún se conocen en Nicaragua. Al igual que muchos países de América Latina, los conquistadores españoles han tenido el mayor efecto tanto en la cultura como en la literatura. Históricamente, la literatura nicaragüense ha sido una importante fuente de poesía en el mundo de habla hispana, con colaboradores de renombre internacional como Rubén Darío, considerado la figura literaria más importante de Nicaragua, conocido como el "padre del modernismo" por liderar el modernismo. movimiento literario a fines del siglo XIX. Otras figuras literarias incluyen a Ernesto Cardenal, Gioconda Belli, Claribel Alegría y José Coronel Urtecho, entre otros.
El Güegüense es un drama satírico y fue la primera obra literaria de la Nicaragua precolombina. Es considerado como una de las expresiones de la época colonial más distintivas de América Latina y como la obra maestra folclórica de Nicaragua que combina música, danza y teatro. La obra teatral fue escrita por un autor anónimo en el siglo XVI, convirtiéndola en una de las obras teatrales y de danza indígenas más antiguas del hemisferio occidental. La historia fue publicada en un libro en 1942 después de muchos siglos.

### Idioma

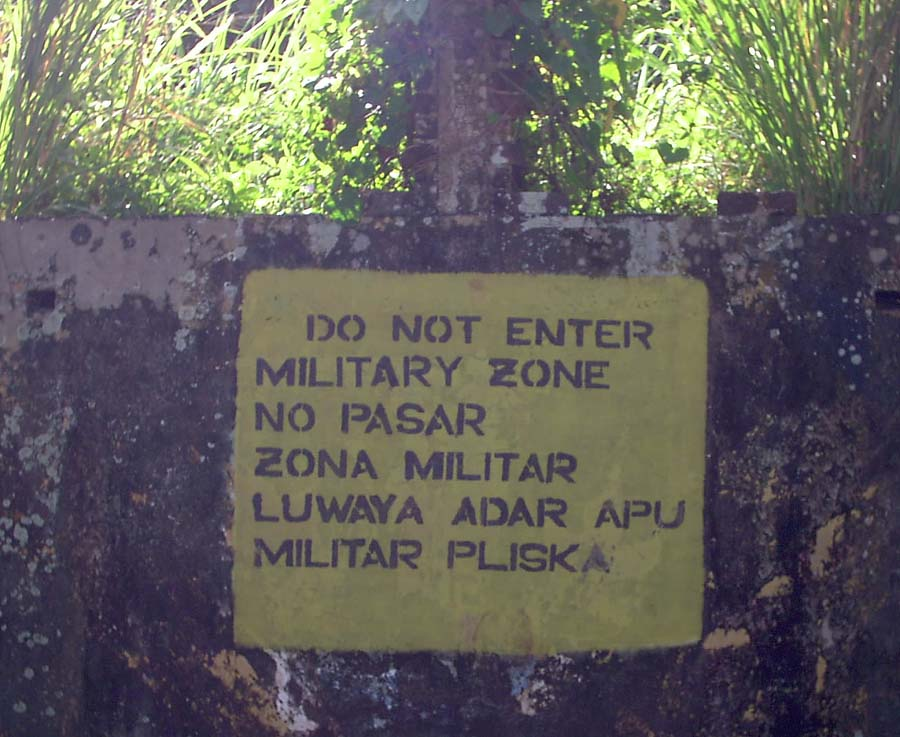
Un cartel en Bluefields en inglés (arriba), español (medio) y miskito (abajo).

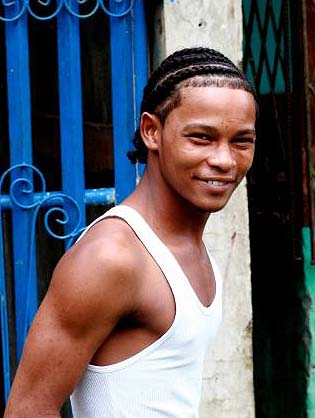
Un criollo de habla inglesa de Bluefields.

El español es hablado por aproximadamente el 90% de la población del país. En Nicaragua, la forma de voseo es común, al igual que en otros países de América Central y del Sur como Honduras, Argentina, Uruguay o Colombia costera. El español tiene muchos dialectos diferentes que se hablan en toda América Latina, el español centroamericano es el dialecto hablado en Nicaragua. En la costa del Caribe, muchos afro-nicaragüenses y criollos hablan inglés y criollo inglés como primer idioma. También en la costa del Caribe, muchos indígenas hablan sus idiomas nativos, como el Misquito, el Sumo, el Rama y el Garifuna. Además, muchos grupos étnicos en Nicaragua, como los nicaragüenses chinos y los nicaragüenses palestinos, han mantenido sus lenguas ancestrales, que son lenguas minoritarias, mientras que también hablan español y / o inglés. Estos idiomas minoritarios incluyen chino, árabe, alemán e italiano, entre otros.
El idioma y la pronunciación varían según la región. Algunos nicaragüenses pronuncian la palabra vos con un fuerte sonido al final. En la parte central del país, regiones como Boaco emiten vos sin el sonido al final. El resultado es vo, similar a vous en francés y voi en italiano. 
Nicaragua tiene un total de 4 lenguas extintas. El lenguaje de señas nicaragüense también es de particular interés para los lingüistas.

### Símbolos

La bandera de Nicaragua

La Bandera de Nicaragua fue adoptada el 27 de agosto de 1971. Se basa en la bandera de los Estados Unidos de América Central. Las dos rayas azules representaban el océano Pacífico y el mar Caribe; mientras que el blanco simboliza la paz. Una interpretación moderna indica que el color azul simboliza la justicia y la lealtad; mientras que el color blanco representa virtud y pureza. El escudo de armas presenta un triángulo equilátero que representa la igualdad. Dentro del triángulo hay cinco volcanes, que representan a los cinco miembros de la federación. El triángulo también contiene símbolos de libertad y paz que están representados por un gorro rojo frigio, rayos blancos y un arco iris.